# Marnixplein 10-12
Marnixplein 10-12 is een complex aan het Marnixplein in Amsterdam-Centrum.
Ter afsluiting van de enorme huizenblokken aan de Marnixstraat (toen nog de Schans geheten) kwam op deze plek een bouwterrein. Het blok werd van de woningen gescheiden door de Nieuwe Gietersstraat  met bebouwing aan de Marnixkade 73-74, Marnixplein 10-12 en Marnixstraat 102-104. Op deze plaats werd vermoedelijk naar een ontwerp van stadsarchitect Bastiaan de Greef (hij ontwierp toen een reeks armenscholen) de Zaagpoortschool neergezet. Die school werd gepland als Openbare Armenschool nr. 29, maar die zou verrijzen op de kruising Rozengracht en Marnixstraat. Deze moest de toestroom van kinderen van armelui uit de Jordaan en de dan nieuwbouwwijk opvangen. De school kende een florerend bestaan want moest begin 20e eeuw uitgebreid worden tot 600 leerlingen. De school kreeg gedurende haar leven nog andere namen zoals de Sint Aldegondeschool. Ook werd het deels gebruikt voor lessen aan schipperskinderen van de school aan de Marnixkade 65. In 1935 vond hier nog grootscheepse koepokkeninentingen plaats voor de Amsterdamse onvermogenden. Eind jaren dertig kwam het besluit, dat Amsterdam een aantal Armenscholen ging sluiten, Theo Thijssen was tegen. Deze bleef nog even open, maar medio 1937 viel het doek. De school werd gesloopt.
Het terrein met school werd vervolgens verkocht aan vastgoedontwikkelaar Cornelis Elderenbos. Deze kon daardoor ten eerste aanspraak maken op de sloopgelden en kon vervolgens de fundering gebruiken voor nieuwbouw. Dit maakte boze tongen los, de gemeenteraad waarin ook Monne de Miranda zou niet correct hebben gehandeld, de Mrianda zou beleidsfouten hebben gemaakt en twee andere raaslieden kregen het stempel ongeschikt voor hun functie. Op het terrein verscheen een groot woon/winkelcomplex, dat opgeleverd werd voor de discussie losbarstte. In januari 1939 werd namelijk al een advertentie gezet voor de verhuur. In de Tweede Wereldoorlog zat hier winterhulp. Tijdens saneringswerkzaamheden aan de Marnixstraat werd ook dit complex meegenomen, waarbij ramen en erkers kozijnen kregen van kunststof. 
Tegenover dit complex lag eerst een speeltuin, kwam in 1955 het Marnixbad en in 2004 Het Marnix.